# Edoardo Affini
Edoardo Affini (Mântua, 24 de junho de 1996) é um ciclista italiano, membro da equipa Team Visma-Lease a Bike.

## Biografia
Edoardo Affini nasceu em 24 de junho de 1996  em Mântua.
Em 2011, em Isolano Sartori, ele terminou em terceiro no campeonato italiano de contrarrelogio cadetes, como fez no ano seguinte, quando concorreu a Pedale Scaligero.  De 2013 a 2014, esteve na GCD Contri Autozai e em 2014 tornou-se campeão europeu de juniores. Ele terminou em segundo lugar no campeonato italiano júnior de contrarrelógio , quarto no campeonato mundial de estrada júnior, e venceu o Troféu San Rocco e Troféu Buffoni.
Em 2015, ele correu para a equipa Colpack , a equipe de referência do calendário italiano nas esperanças.  Ele terminou em terceiro no campeonato italiano contrarrelógio e quinto no campeonato europeu de contrarrelógio.
Em 2017, ele se juntou à equipa continental SEG Racing Academy .  Ele alcançou os seus melhores resultados no contrarelógio, onde terminou em quarto lugar no campeonato europeu de contrarrelógio e oitavo no campeonato mundial de contrarrelógio .
Em 2018, na sua última temporada na categoria de esperanças, ele se revelou em junho, vencendo o prólogo das esperanças da Volta da Itália , contrarrelógio dos Jogos do Mediterrâneo e do campeonato italiano em esperanças em estrada.

## Palmarés em estrada
- 2011[3]
  - 3º no Campeonato Italiano de Contrarrelógio de esperanças
- 2012
  - 3º no Campeonato Italiano de Contrarrelógio de esperanças
- 2014
  - Campeão Europeu de Estrada Júnior
  - Troféu San Rocco
  - Troféu Buffoni
  - 2º do Campeonato Italiano de Contrarrelógio de esperanças
  - 2 no Tre Giorni Orobica
  - 4º no campeonato mundial de estrada de esperanças
- 2015
  - 3º do Campeonato Italiano de Contrarrelógio de esperanças
  - 3 de Schio-Ossario del Pasubio
  - 5º no campeonato europeu contrarrelógio de esperanças
- 2016
  - Grande Prémio Nardi
  - 3º no Cronometro di Citta di Castello
- 2017
  - 4º no campeonato europeu contrarrelógio de esperanças
- 2018
  - Medalha de Ouro do Contrarrelógio dos Jogos do Mediterrâneo
  - campeonato europeu contrarrelógio de esperanças
  - Campeonato Italiano de Contrarrelógio de esperanças
  - Prólogo da Volta a Itália esperanças
  - 4º campeonato mundial contrarrelógio de esperanças

### Classificações mundiais
}
| Ano             | 2015   | 2016   | 2017  |
| UCI Europe Tour | 1 055. | 1 834  | 1 195 |
| UCI Asia Tour   |        | 559.º. |       |

## Palmarés em pista

### Campeonatos Italianos
- 2013
  - Campeão italiano de perseguição de esperanças

## Distinções
- Oscar TuttoBici dos juniores   : 2014